# Окорокова, Галина Павловна
Окорокова Галина Павловна (24 сентября 1946 г., с. Нижний Реутец, Курская область) — экономист, основатель и ректор частного образовательного учреждения высшего образования «Курский институт менеджмента, экономики и бизнеса».

## Биография
Родилась в крестьянской семье. Окончила Московский институт советской торговли по специальности «бухгалтер-экономист». Работала главным бухгалтером Старобелицкого сельпо (Конышевский район Курской области). Более 20 лет занимала выборные должности в структурах власти Курской области. В 1994 году создала и возглавила одно из первых частных образовательных учреждений высшего образования «Курский институт менеджмента, экономики и бизнеса» (МЭБИК). В 2002 году защитила кандидатскую диссертацию по теме «Экономический механизм модернизации высшего образования как фактор его устойчивого развития». С 2004 года доцент ВАК. Автор большого количества научных и методических публикаций.

### Деятельность в области образования
Возглавляет «Курский институт менеджмента, экономики и бизнеса». В нём выстроена система непрерывного образования, начиная от программ для младших школьников и заканчивая «Народным университетом сеньоров» (граждан третьего возраста). С 2011 года МЭБИК является членом Европейской ассоциации непрерывного образования. Являясь членом Общественной палаты Российской Федерации, Г. П. Окорокова второй созыв работает в комиссии по развитию образования.

## Участие в реализации социальных проектов
Под руководством Г. П. Окороковой созданы и реализуются социальные программы:
- Народный музей «Рушники соловьиного края» (лауреата российского конкурса «Золотой меркурий», 2006 год)[9]
- «Народный университет сеньоров»[5] (граждан третьего возраста) (лауреат премии Губернатора Курской области, 2011 год, победитель конкурса проектов Комитета Социального обеспечения Курской области, 2013 год)
- Народный Покров Победы — проект, посвященный 70-летию победы в Курской битве[10][11]
- «Пожилые помогают пожилым» — проект по организации геронтоволонтерства в Белгородской, Воронежской и Курской областях[12]
- «Роль студентов и молодых специалистов в общественной оценке негосударственных вузов России» — проект по разработке критериев общественной оценки качества высшего образования[13]

## Общественная деятельность
Г. П. Окорокова постоянно сочетает аналитическую и общественную работу, добиваясь практической реализации своих предложений и апеллируя при этом не только к власти, но и к профессиональному сообществу и к широким группам общественно активного населения.
С 1988 г. — председатель правления Курской региональной общественной организации Общество «Знание» России.
С 1994 г. — председатель правления Курской областной организации Союз женщин России.
В 2009 г. избрана вице-президентом Общероссийской общественной организации — Общество «Знание» России.
С 2005 г. — заместитель руководителя, член Общественной палаты Курской области.
С 2008 г. — заместитель председателя Общественного совета при УМВД России по Курской области; член Общественного совета города Курска.
С 2009 г. — член Общественной палаты Российской Федерации, член комиссии по развитию образования.
С 2009 г. — вице-президент Общероссийской общественной организации — Общество «Знание» России.
С 2010 г. — член Совета при Президенте Российской Федерации по противодействию коррупции.
15 лет является заместителем председателя оргкомитета и жюри конкурса общественного признания «Человек года» на приз «Курская антоновка»
Регулярно публикуется в федеральных и региональных СМИ, ведет тематический блог «Женский взгляд».
В 2024 году являлась доверенным лицом кандидата в президенты России Владимира Путина.

## Награды
Благодарность Президента Российской Федерации (1996 г.)

Почетное звание «Заслуженный работник культуры Российской Федерации» (1997 г.)

Победитель российского конкурса «Менеджер года» (1998 г.)

Победитель областного конкурса общественного признания «Человек года — 2005»

Почетный знак г. Курска «За особые заслуги перед городом Курском» (2006 г.)

Знак «За содействие МВД России» (2008 г.)

Благодарность Полномочного представителя Президента Российской Федерации в Центральном федеральном округе (2008 г.)

Памятный знак «Знаменский крест» Курской епархии Русской православной Церкви (2009 г.)

Почетное звание «Почетный работник науки и образования Курской области» (2010 г.)

Почетный знак отличия «Трудовая доблесть. Россия» (2010 г.)

Благодарность Комитета Государственной Думы по образования (2011 г.)

Медаль М. В. Ломоносова «Подвижник просвещения» (2012 г.)

Медаль «За активную военную патриотическую работу» (2013)

## Семья
Сын: Окороков Владимир Михайлович, к.э.н., проректор по экономическому развитию МЭБИК.

## Публикации
Монографии
- Современное состояние и проблемы развития высшего негосударственного образования. Монография — Курск: Изд-во МЭБИК — 2002 г. — 79 c.
- Роль студентов и молодых специалистов в общественной оценке деятельности негосударственных вузов (анализ российских и зарубежных практик) — Москва: Изд-во Общественной палаты РФ, 2013. — 140 с.

Научные статьи
- О статусе филиала // Высшее образование в России — 2001 — № 5 — С. 24-30
- ГИФО: плюсы и минусы // Высшее образование в России — 2002 — № 2 — С. 37-42
- «За» и «Против» введения «Образовательных ваучеров» в систему высшего образования // Российский экономический журнал — 2002 — № 3 — С. 71—75
- О дискриминации негосударственных вузов // Новые знания журнал по проблемам образования − 2002 — № 1 — С. 43-45
- Система оплаты труда как фактор эффективного внутривузовского управления // Вестник университета ГУУ − 2003 — № 3 — С. 11-16
- Адаптация высшего образования РФ к потребностям рынка труда: проблема достоверных сигналов // Актуальнi Проблеми Економики − 2009 — № 9(99) — С. 274—284

Учебные пособия
- Сборник тестовых заданий по экономической теории. Часть I. Микроэкономика — Курск: Изд-во МЭБИК, 2002. — 48 c.
- Сборник тестовых заданий по экономической теории. Часть II. Макроэкономика — Курск: Изд-во МЭБИК, 2002. — 48 c.
- История экономических учений : пособие для студентов. / Кликунов Н. Д., Окорокова Г. П., Окороков В. М. — Курск: Изд-во МЭБИК, 2003 — 84 с.
- Экономическая теория. Макроэкономика : курс лекций / Г. П. Окорокова, О. И. Рашидов, Л. Н. Иноземцева, Н. Д. Кликунов, В. М. Окороков — Курск: Издательство МЭБИК, 2008. — 138 c.